# 弗朗茨·斐迪南 (伊森堡)
约瑟夫·弗朗茨·斐迪南·玛利亚·卡尔·赫尔曼·亚历克休斯·文森茨·冯·保拉（Joseph Franz Ferdinand Maria Karl Hermann Alexius Vincenz von Paula；1901年7月17日—1956年12月9日），出生于比尔施泰因。伊森堡亲王。伊森堡-比尔施泰因系首领。是伊森堡-比尔施泰因系亲王弗朗茨·约瑟夫与索尔姆斯-布劳恩菲尔斯公主弗里德里卡的次子。
1939年7月27日，弗朗茨·斐迪南在Remplin与伊琳娜·托尔斯托伊女伯爵结婚，二人婚后有一子三女：
- 伊伦妮·弗里德里卡·塞西莉亚·特雷西亚·安托瓦内特·海伦·亚历山德拉·索菲·安娜·玛丽·路易丝（Irene Friederike Cecilie Theresia Antoinette Helene Alexandra Sophie Anna Marie Luise，1940年9月30日－）；
- 玛丽亚·安努西亚塔·弗郎西斯卡·菲丽西塔斯·卡洛琳·索菲·加布里拉·埃梅基娜（Maria Annunciata Franziska Felicitas Caroline Sophie Gabriele Imagina，1941年9月14日－）；
- 弗朗茨·亚历山大·卡尔·弗里德里希·克里斯蒂安·赫伯特·格奥尔格·加布里埃尔·玛利亚（Franz Alexander Karl Friedrich Christian Hubert Georg Gabriel Maria，1943年7月22日－）；
- 伊丽莎白·克里斯汀·海伦·胡贝塔·玛格丽特·玛德琳·玛丽亚·法蒂玛（Elisabeth Christiane Helene Huberta Margarethe Madeleine Maria Fatima，1945年4月5日－）。